# Болба
Болба (грч. Βόλβη) је у грчкој митологији била нимфа са истоименог језера у Беотији.

## Митологија
Описивана је као изузетно лепа богиња, кћерка Океана и Тетије. Попут других Лимнада, живела у чистим водама језера. Према традицији, ова нимфа је једном годишње слала гомилу риба низ реку у спомен на свог сина Олинта. Ова веза „домородачке“ нимфе и епонимног хероја се тумачи као тежња старих Грка да „присвоје“ овог јунака (почевши од петог века).